# رافئيل هولزاوسير
رافئيل هولزاوسير (بالألمانية: Raphael Holzhauser)‏ (16 فبراير 1993 فينر نويشتات النمسا - ) هو لاعب كرة قدم نمساوي، يلعب كلاعب وسط.

## وصلات خارجية
رافئيل هولزاوسير على موقع الاتحاد الأوربي (الإنجليزية)
- رافئيل هولزاوسير على موقع قاعدة بيانات كرة القدم.إي يو (الإنجليزية)
- رافئيل هولزاوسير على موقع بيانات كرة القدم. دي إي (الألمانية)
- رافئيل هولزاوسير على موقع ناشيونال فوتبول تيمز (الإنجليزية)
- رافئيل هولزاوسير على موقع Soccerbase.com (لاعب) (الإنجليزية)
- رافئيل هولزاوسير على موقع Soccerway.com (الإنجليزية)
- رافئيل هولزاوسير على موقع عالم كرة القدم.نت (الإنجليزية)
- رافئيل هولزاوسير على موقع AS.com (الإسبانية)